# 卧龙街道 (文山市)
卧龙街道，是中华人民共和国云南省文山壮族苗族自治州文山市下辖的一个街道办事处。

## 行政区划
卧龙街道下辖以下地区：
文新街社区、攀枝花社区、卧龙社区、高登社区、七花社区、白沙坡社区、塘子寨社区和大以古社区。